# Walter Persoons
Walter Persoons (? - 1978) was een Belgisch bestuurder.

## Levensloop
Persoons werd actief in de Gentse afdeling van de Katholieke Werkliedenbond (KWB). Op 1 maart 1968 werd hij voor deze organisatie op nationaal niveau actief als vrijgestelde en op 30 november van datzelfde jaar als penningmeester. in 1977, na het overlijden van André Harinck, werd hij aangesteld tot voorzitter van de KWB, een functie die hij uitoefende tot aan zijn overlijden in 1978. Hij werd in deze hoedanigheid opgevolgd door Jef Foubert.